# Seng Cseng
Sheng Cheng (Seng Cseng) (pinjin hangsúlyjelekkel: Shèng Chéng; kínai írásjegyekkel: 盛成; Jicseng (Yizheng), Csiangszu (Jiangsu) 1899. február 6. – 1996. december 26.) kínai származású francia író, költő, műfordító. Franciául Cheng Tcheng néven publikált.

## Élete és munkássága
Seng Cseng (Sheng Cheng) 1899-ben született egy Nanking (Nanjing)tól akkoriban mintegy 30 kilométerre fekvő kisvárosban. Egy amerikai misszionárius iskolában kezdte meg tanulmányait Nanking (Nanjing)ban, majd az 1911-es forradalom idején családja Sanghaj (Shanghai)ba menekült. Itt egy vasutasképző iskolába tanult, de képzésben részesült a jezsuitáknál is. Részt vett az 1919-es május 4-i tüntetésen, majd október 22-én elhagyta Kínát. Először Angliába ment, majd innen Franciaországba. 1920-ban beiratkozott a párizsi Mezőgazdasági Főiskolára. Fizikai munkásként dolgozott selyemhernyótelepen, valamint fonó- és selyemszövőgyárban is. Gyári munkásként megfordult Olaszországban is, de Padovában egyetemi tanulmányokat is folytatott. 1924-ben szerzett diplomát a Sorbonne-on. Ezt követően tanárként dolgozott. Jó barátságba került Paul Valéryvel, André Gide-dal és Pablo Picassoval. 1928-ban jelent meg első műve, a Ma mère („Anyám”), amelyhez barátja, Paul Valéry írt bevezetőt. Egy időre visszatért Kínába, és a Pekingi Egyetemen francia költészetet tanított. 1966-ban de Gaulle köztársasági elnök kérésére visszatért Franciaországba. A négyek bandája bukása után, 1978-ban visszatért Kínába. Később áttelepült Tajvanra, ahol nyelvtanárként dolgozott. Az 1990-es években még többször visszatért Franciaországba.

## Főbb művei
- Ma mère (1928)
- Ma mère et moi à travers la révolution chinoise (1929)
- Souffle des années folles (1977)

### Magyarul
- Egy kínai anya; ford. Pap László, előszó Paul Valéry; Bibliotheca, Bp., 1941